# Natação no Campeonato Europeu de Esportes Aquáticos de 2021 - 100 m peito feminino
A prova dos 100 metros peito feminino da natação no Campeonato Europeu de Esportes Aquáticos de 2021 ocorreu nos dias 18 e 19 de maio na Arena Danúbio, em Budapeste na Hungria. 

## Calendário
| Fase          | Data       | Hora  |
| ------------- | ---------- | ----- |
| Eliminatórias | 18 de maio | 10:19 |
| Semifinal     | 18 de maio | 18:31 |
| Final         | 19 de maio | 18:25 |

Todos os horários estão no horário local (UTC+1)

## Recordes
Antes desta competição, os recordes eram os seguintes:
|                       | Nadadora        | Tempo   | Local     | Data                |
| --------------------- | --------------- | ------- | --------- | ------------------- |
| Recorde mundial       | Lilly King      | 1:04.13 | Budapeste | 25 de julho de 2017 |
| Recorde europeu       | Rūta Meilutytė  | 1:04.35 | Barcelona | 28 de julho de 2013 |
| Recorde do campeonato | Yuliya Yefimova | 1:05.53 | Glasgow   | 5 de agosto de 2018 |

## Medalhistas
| Ouro                 | Prata                     | Bronze                |
| Sophie Hansson (SWE) | Arianna Castiglioni (ITA) | Martina Carraro (ITA) |

## Resultados

### Eliminatórias
Esses foram os resultados das eliminatórias. 
| Pos. | Bateria | Raia | Nadadora                | Nacionalidade | Tempo   | Notas |
| ---- | ------- | ---- | ----------------------- | ------------- | ------- | ----- |
| 1    | 6       | 5    | Arianna Castiglioni     | Itália        | 1:05.98 | Q     |
| 2    | 5       | 4    | Martina Carraro         | Itália        | 1:06.26 | Q     |
| 3    | 4       | 5    | Sophie Hansson          | Suécia        | 1:06.34 | Q     |
| 3    | 4       | 4    | Benedetta Pilato        | Itália        | 1:06.34 |       |
| 5    | 3       | 7    | Emelie Fast             | Suécia        | 1:06.64 | Q     |
| 6    | 5       | 5    | Evgeniia Chikunova      | Rússia        | 1:06.76 | Q     |
| 7    | 5       | 3    | Sarah Vasey             | Reino Unido   | 1:06.85 | Q     |
| 8    | 4       | 3    | Lisa Mamie              | Suíça         | 1:06.86 | Q     |
| 9    | 5       | 6    | Molly Renshaw           | Reino Unido   | 1:06.93 | Q     |
| 10   | 6       | 4    | Yuliya Yefimova         | Rússia        | 1:06.97 | Q     |
| 10   | 6       | 3    | Mona McSharry           | Irlanda       | 1:06.97 | Q     |
| 12   | 6       | 6    | Jessica Vall            | Espanha       | 1:07.03 | Q     |
| 13   | 5       | 7    | Lisa Angiolini          | Itália        | 1:07.04 |       |
| 14   | 6       | 2    | Eneli Jefimova          | Estónia       | 1:07.15 | Q     |
| 15   | 4       | 2    | Ida Hulkko              | Finlândia     | 1:07.25 | Q     |
| 16   | 6       | 7    | Tes Schouten            | Países Baixos | 1:07.45 | Q     |
| 17   | 4       | 6    | Tatiana Belonogoff      | Rússia        | 1:07.65 |       |
| 18   | 4       | 9    | Anastasia Gorbenko      | Israel        | 1:07.67 | Q,    |
| 19   | 3       | 2    | Maria Romanjuk          | Estónia       | 1:08.09 | DES   |
| 19   | 6       | 1    | Kotryna Teterevkova     | Lituânia      | 1:08.09 | DES   |
| 21   | 4       | 7    | Jessica Steiger         | Alemanha      | 1:08.31 |       |
| 22   | 4       | 0    | Dominika Sztandera      | Polónia       | 1:08.52 |       |
| 23   | 2       | 2    | Veera Kivirinta         | Finlândia     | 1:08.59 |       |
| 23   | 6       | 0    | Rosey Metz              | Países Baixos | 1:08.59 |       |
| 25   | 3       | 3    | Marina García Urzainqui | Espanha       | 1:08.69 |       |
| 26   | 6       | 8    | Petra Halmai            | Hungria       | 1:08.70 |       |
| 27   | 3       | 0    | Viktoriya Zeynep Güneş  | Turquia       | 1:08.83 |       |
| 28   | 1       | 5    | Klara Thormalm          | Suécia        | 1:08.92 |       |
| 29   | 2       | 6    | Clara Rybak-Andersen    | Dinamarca     | 1:08.99 |       |
| 29   | 5       | 2    | Maria Temnikova         | Rússia        | 1:08.99 |       |
| 31   | 4       | 8    | Ema Rajić               | Croácia       | 1:09.01 |       |
| 31   | 4       | 1    | Tjaša Vozel             | Eslovênia     | 1:09.01 |       |
| 33   | 3       | 5    | Thea Blomsterberg       | Dinamarca     | 1:09.10 |       |
| 34   | 5       | 9    | Bente Fischer           | Alemanha      | 1:09.32 |       |
| 35   | 5       | 8    | Diana Petkova           | Bulgária      | 1:09.34 |       |
| 36   | 2       | 4    | Andrea Podmaníková      | Eslováquia    | 1:09.38 |       |
| 37   | 2       | 0    | Anastasia Basisto       | Moldávia      | 1:09.49 |       |
| 38   | 2       | 3    | Josephine Dumont        | Bélgica       | 1:09.61 |       |
| 39   | 5       | 1    | Jenna Laukkanen         | Finlândia     | 1:09.62 |       |
| 40   | 3       | 6    | Kristýna Horská         | Chéquia       | 1:09.64 |       |
| 41   | 2       | 7    | Eva Kummen              | Noruega       | 1:09.86 |       |
| 42   | 3       | 1    | Hannah Brunzell         | Suécia        | 1:09.93 |       |
| 43   | 1       | 4    | Victoria Kaminskaya     | Portugal      | 1:10.03 |       |
| 44   | 2       | 9    | Raquel Pereira          | Portugal      | 1:10.04 |       |
| 45   | 6       | 9    | Anna Sztankovics        | Hungria       | 1:10.19 |       |
| 46   | 5       | 0    | Eszter Békési           | Hungria       | 1:10.36 |       |
| 47   | 1       | 7    | Stina Kajsa Colleou     | Noruega       | 1:10.43 |       |
| 48   | 1       | 6    | Hazal Özkan             | Turquia       | 1:10.44 |       |
| 49   | 1       | 0    | Ana Blažević            | Croácia       | 1:10.57 |       |
| 50   | 3       | 8    | Lea Polonsky            | Israel        | 1:10.60 |       |
| 51   | 1       | 8    | Maria Drasidou          | Grécia        | 1:10.80 |       |
| 52   | 2       | 8    | Arina Sisojeva          | Letônia       | 1:10.91 |       |
| 53   | 3       | 4    | Laura Lahtinen          | Finlândia     | 1:10.93 |       |
| 54   | 1       | 1    | Alíz Kalmár             | Hungria       | 1:10.95 |       |
| 55   | 1       | 3    | Nina Vadovičová         | Eslováquia    | 1:10.97 |       |
| 56   | 1       | 2    | Nikoleta Trníková       | Eslováquia    | 1:11.14 |       |
| 57   | 2       | 5    | Kim Herkle              | Alemanha      | 1:11.57 |       |
| 58   | 3       | 9    | Fleur Vermeiren         | Bélgica       | 1:11.84 |       |
| 59   | 1       | 9    | Nàdia Tudó              | Andorra       | 1:14.41 |       |
| 60   | 2       | 1    | Alina Tkachenko         | Ucrânia       | DSQ     | DSQ   |

Desempate
Esse foi o resultado do desempate, o que resultou em uma vaga na semifinal. 
| Pos. | Raia | Nadadora            | Nacionalidade | Tempo   | Notas |
| ---- | ---- | ------------------- | ------------- | ------- | ----- |
| 1    | 5    | Kotryna Teterevkova | Lituânia      | 1:07.33 | Q     |
| 2    | 4    | Maria Romanjuk      | Estónia       | 1:07.68 |       |

### Semifinal
Esses foram os resultados das semifinais. 
Semifinal 1
| Pos. | Raia | Nadadora            | Nacionalidade | Tempo   | Notas |
| ---- | ---- | ------------------- | ------------- | ------- | ----- |
| 1    | 4    | Martina Carraro     | Itália        | 1:06.09 | Q     |
| 2    | 6    | Molly Renshaw       | Reino Unido   | 1:06.21 | Q,    |
| 3    | 2    | Mona McSharry       | Irlanda       | 1:06.42 | q     |
| 4    | 7    | Eneli Jefimova      | Estónia       | 1:06.47 | q,    |
| 5    | 3    | Sarah Vasey         | Reino Unido   | 1:06.53 | q     |
| 6    | 8    | Kotryna Teterevkova | Lituânia      | 1:07.36 |       |
| 7    | 1    | Tes Schouten        | Países Baixos | 1:07.39 |       |
| 8    | 5    | Emelie Fast         | Suécia        | 1:07.85 |       |

Semifinal 2
| Pos. | Raia | Nadadora            | Nacionalidade | Tempo   | Notas            |
| ---- | ---- | ------------------- | ------------- | ------- | ---------------- |
| 1    | 5    | Sophie Hansson      | Suécia        | 1:05.69 | Q,               |
| 2    | 4    | Arianna Castiglioni | Itália        | 1:06.24 | Q                |
| 2    | 2    | Yuliya Yefimova     | Rússia        | 1:06.24 | Q                |
| 4    | 3    | Evgeniia Chikunova  | Rússia        | 1:06.60 |                  |
| 5    | 1    | Ida Hulkko          | Finlândia     | 1:06.73 | Recorde nacional |
| 6    | 8    | Anastasia Gorbenko  | Israel        | 1:06.74 | Recorde nacional |
| 7    | 6    | Lisa Mamie          | Suíça         | 1:06.77 |                  |
| 8    | 7    | Jessica Vall        | Espanha       | 1:06.93 |                  |

### Final
Esse foi o resultado da final. 
| Pos.              | Raia | Nadadora            | Nacionalidade | Tempo   | Notas |
| ----------------- | ---- | ------------------- | ------------- | ------- | ----- |
| Medalha de ouro   | 4    | Sophie Hansson      | Suécia        | 1:05.69 | =     |
| Medalha de prata  | 6    | Arianna Castiglioni | Itália        | 1:06.13 |       |
| Medalha de bronze | 5    | Martina Carraro     | Itália        | 1:06.21 |       |
| 4                 | 2    | Yuliya Yefimova     | Rússia        | 1:06.33 |       |
| 5                 | 3    | Molly Renshaw       | Reino Unido   | 1:06.35 |       |
| 6                 | 8    | Sarah Vasey         | Reino Unido   | 1:06.42 |       |
| 7                 | 7    | Mona McSharry       | Irlanda       | 1:06.58 |       |
| 8                 | 1    | Eneli Jefimova      | Estónia       | 1:06.83 |       |

Legenda
| Recorde mundial       | Recorde mundial (World record)               |                       | Recorde africano                      | Recorde africano (African) |                                           | Q | Classificado por posição (Qualified) |
| Recorde do campeonato | Recorde do campeonato (Championship record)  | Recorde da América    | Recorde da América (Americas)         | q                          | Classificado por melhor tempo (Qualified) |   |                                      |
| Melhor marca do ano   | Melhor marca do ano (World leading)          | Recorde asiático      | Recorde asiático (Asian)              | DNS                        | Não largou (Did not start)                |   |                                      |
| Recorde nacional      | Recorde nacional (National record)           | Recorde europeu       | Recorde europeu (European)            | DNF                        | Não terminou (Did not finish)             |   |                                      |
| Recorde pessoal       | Recorde pessoal do atleta (Personal best)    | Recorde da Oceania    | Recorde da Oceania (Oceania)          | DSQ / DQ                   | Desclassificado (Disqualified)            |   |                                      |
| Recorde da temporada  | Recorde da temporada do atleta (Season best) | Recorde sul-americano | Recorde sul-americano (South America) | NM                         | Sem marca (No mark)                       |   |                                      |